# 小林虎三郎
小林 虎三郎（こばやし とらさぶろう）は、日本の武士・越後国長岡藩士。大参事。「米百俵」の逸話で知られる。

## 経歴
文政11年（1828年）、現在の新潟県に長岡藩士・小林又兵衛の三男として誕生。幼少の頃、疱瘡により左目を失明する。長岡藩校・崇徳館で学び、若くして藩校の助教を務めるほどの学識深い俊英だった。23歳の時に藩命で江戸に遊学をして、当時兵学や砲学、洋学で有名な佐久間象山の門下に入る。
戊辰戦争が始まり、新政府軍が高田藩に至るという報が入ると、長岡藩では小林が起草した嘆願書を提出することを決定する。この嘆願書の内容は、当時としては珍しく法学の理論から徳川慶喜の赦免を訴えたものである。すなわち、新政府の「王政復古（＝天皇親政）」のスローガンを逆手に取り、（天皇親政時の法規範である）律令に照らせば、慶喜の罪は八虐のうちの「反」にも「叛」にも当たらず、むしろこれまでの徳川氏の功績も含めて考えると六議のうちの「議功」に当たるので、律令に沿って慶喜を寛典に処してほしいというものである。しかし、往来の騒擾のため使者をなかなか出立させることができず、そのうち江戸より河井継之助が帰藩し、嘆願の無意味を主張して取り消させたため、結局この嘆願書が提出されることはなかった。
明治元年（1868年）、長岡藩大参事となる。官軍との開戦を反対していたのが、抜擢の理由の一つだともいわれる。開戦に反対したことだけであれば、長岡藩の家老首座の地位を連綿としてきた稲垣平助も同様であるが、稲垣は合戦の直前に逃亡し、長岡城をめぐる北越戦争には参加せず、終戦後になって長岡に舞い戻ってきたため、藩内での信望が皆無で、彼や彼の惣領を大参事に推す空気はなかったという。家老次席の山本義路は、開戦派であり刑死していた。
虎三郎は明治4年（1871年）、「病翁」と改名しているが、その名のとおりリウマチ、腎臓病、肝臓病などさまざまな病を患っていた。しかし廃藩置県後も、情熱が失せることなく郡役所に対して、教育行政をはじめとする諸案件について、陳情・嘆願を繰り返しおこなったが、郡役所から疎まれたらしく、静養に専念するよう命じられた。
明治10年（1877年）、湯治先の伊香保で熱病に罹り、8月24日に東京府東京市内にあった弟の雄七郎宅で死去。享年50。葬地は東京の谷中墓地であったが、昭和34年（1959年）に長岡市内の興国寺に改葬された。
長男は父に先立ち死亡しており、妻とは離婚していた。一部の書籍によると小林虎三郎には、子はなかったとあるが、これはある意味で誤りである。

## 業績

小林虎三郎の像。「米百俵の群像」の一つ

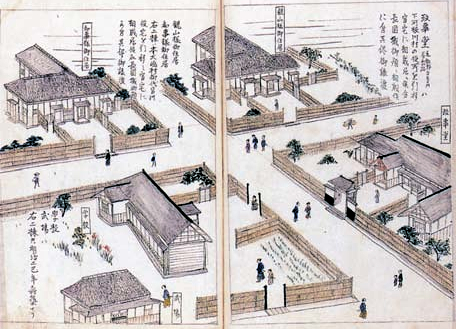
国漢学校を描いた絵図。『懐旧雑誌』（小川當知、明治12年（1879年））より。

戊辰戦争の戦災によって壊滅的な打撃を受けた長岡で、四郎丸村（現在の長岡市四郎丸）にある昌福寺の本堂を借り、仮校舎として国漢学校を開校させた。
その後、長岡藩の支藩であった三根山藩（現在の新潟市西蒲区峰岡）が長岡藩の窮状を察して米百俵を寄贈したが、分配されることを望む藩士らに向けて虎三郎は、「国が興るのも、街が栄えるのも、ことごとく人にある。食えないからこそ、学校を建て、人物を養成するのだ」と教育第一主義を唱え、その米百俵の売却益を元手に、学校に必要な書籍、器具の購入にあて、明治3年6月15日（1870年7月13日）に国漢学校の新校舎が坂之上町（現大手通2丁目）に開校した（現在の市立阪之上小学校のルーツでもある）。
校内には洋学局や医学局という珍しいものまで設置され、更に藩士の子弟だけで無く農民や町民の子供も入学許可され、門戸を拡大された。
山本有三の戯曲「米百俵」や平成13年（2001年）の所信演説で小泉純一郎首相（当時）が「米百俵」を引用したことで全国的に知れ渡る。

### 著作
- 『興学私議』
- 『小学国史』（国文による歴史教科書）

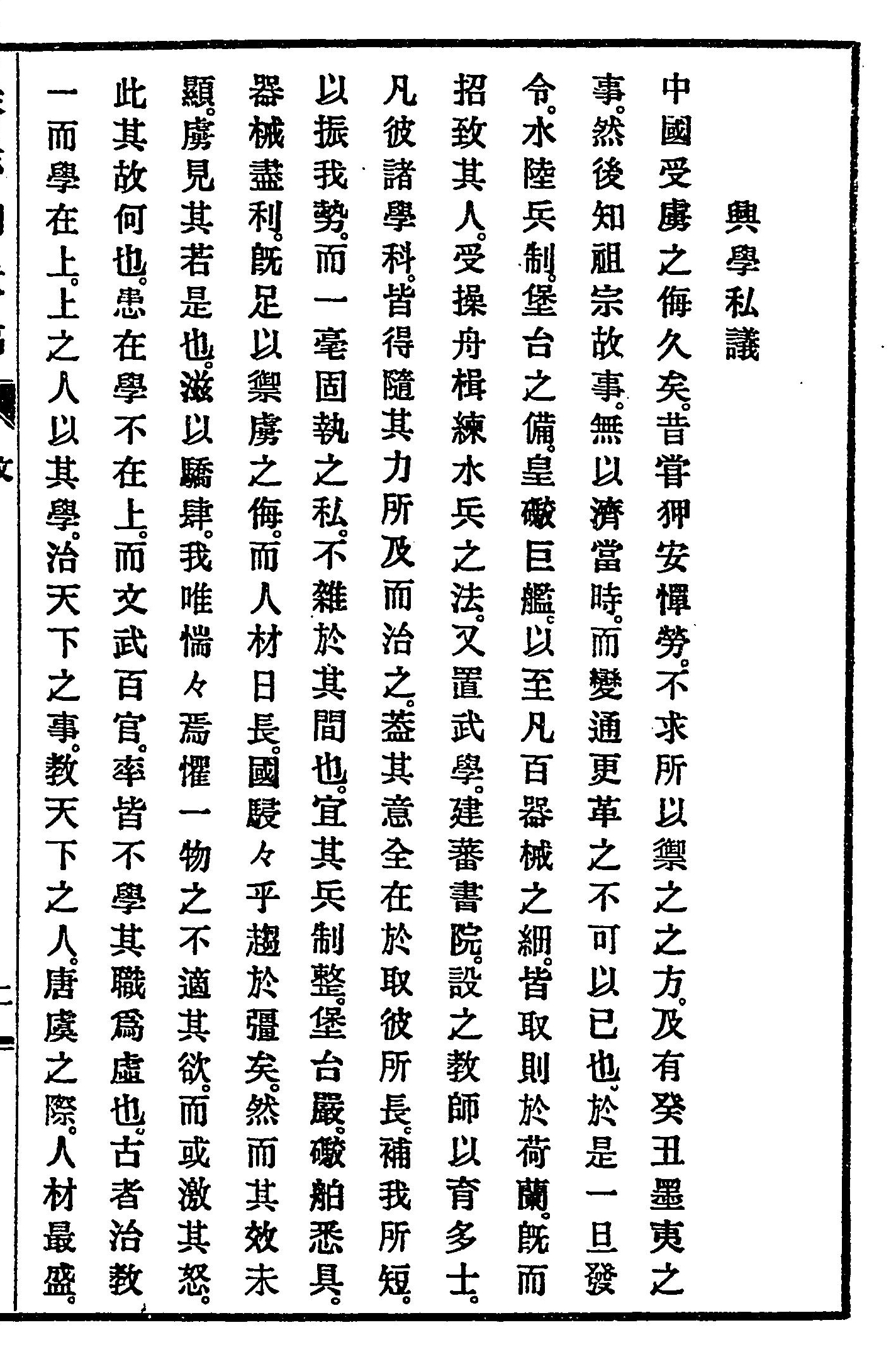
『興学私議』小林虎三郎著

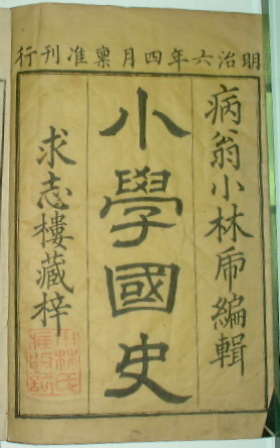
『小学国史』。明治6年4月刊。八戸市立図書館蔵（国文学研究資料館 近代書誌・近代画像データベースより）

漢詩人としても「清夜吟」など、いくつかを残している。

## 小林家（本姓、赤堀氏）
小林虎三郎の遠祖は、藤原秀郷（田原藤太）と伝えられる。治承・寿永の乱の勲功で、上野国赤堀荘を賜ったというが、史実であるかは怪しい。
上野国出身の鎌倉幕府御家人であった足利尊氏の挙兵に協力した地侍であったと推察される。15世紀に赤堀孫太郎教綱が、現在の群馬県伊勢崎市（旧佐波郡赤堀町）の小城、赤堀城の城主となったことは確実である。文明年間には、那波宗政に城を奪われ、岩松氏の家老の横瀬氏（後に由良氏 に改姓）を頼って、城を奪還した。
天文15年（1546年）、赤堀上野介は、関東管領・上杉憲政、古河公方・足利晴氏の連合軍に参加して、北条氏康の河越（川越）城を攻めて討ち死にした。その家督を赤堀上野介の娘が継ぐべき旨の上杉憲政の書状が、埼玉県立文書館に現存している。永禄3年（1560年）に上杉憲政から家督を譲られていた上杉政虎（後の謙信）が上野国を攻略したときには、赤堀氏は上杉軍に加わって、古河公方・足利義氏・北条氏康の軍勢と戦った。教綱の玄孫の赤堀景秀までは、城を辛うじて守ったがその子、時秀は城を捨てて、現在の太田市の北にある由良氏の本拠地、新田金山城に移り、衰退したものと考えられる。永禄9年（1566年）、由良氏が上杉謙信を裏切り、後北条氏についたため、その幕下層であった赤堀氏は、こんどは謙信と戦うことになった。赤堀氏は、小豪族の悲しさで古河公方足利氏、上杉謙信、滝川一益、後北条氏の勢力の中で揺れ動き翻弄され、戦国時代の末期には金山城を乗っ取った後北条氏に与していた。
天正18年（1590年）に後北条氏が豊臣秀吉に攻められると、赤堀氏は上野国勢多郡にある山城、五覧（乱）田城に籠もったが、後北条氏滅亡により赤堀一族は禄を失った。一部の書籍などに赤堀氏は戦国時代末までは赤堀城主で、最後に五覧田城に退却して籠もったという記述が見られるが、これは明確な誤りである。
上野国の浪人であった赤堀五郎兵衛が、上野国勢多郡大胡藩主であった牧野康成の寄騎として、元和元年（1615年）に大坂夏の陣で奮戦して討ち死にしたことにより、その惣領に小林の姓が与えられ、連綿と又兵衛を襲名した。
小林家は、元和4年（1618年）に長岡藩主に牧野家が封ぜられて以来の世臣であるが、戦国時代に牧野家が、三河国宝飯郡牛窪（牛久保）に本拠をおいた国人領主であった時代からの家臣ではない。長岡藩では、古参の家柄を「牛窪（牛久保）以来の家柄」と呼称していたが、小林家はこれに含まれない。
小林虎三郎の父、小林又兵衛は新潟町奉行であったが、小林家は長岡藩において大組に所属して、藩主に謁見が許され、馬上となることが代々できた。知行（世襲家禄）は、100石から100数十石程度であったが、累進して200石を与えられた先祖もいた。長岡藩において、上級藩士の底辺クラスの家格であった。小林虎三郎の男子は父に先立って死亡していたが、弟が4人（虎三郎は七男二女の三男。長兄と次兄は夭折）いて、旧長岡藩士・小林惣領家の家督は、小林家の四男となる貞四郎が相続した。
解剖学者・人類学者の小金井良精は甥（妹の子）。